# 王維皓
王維皓（英文名：Robot，1984年9月29日—），綽號大剛，出生於臺灣臺中市。畢業於國立臺北大學不動產與城鄉環境學系。為COLOR BAND主唱，詞曲創作者。現任天空娛樂營運長。

### 學歷
- 臺中市立大業國民中學
- 國立臺中文華高級中學
- 國立臺北大學不動產與城鄉環境學系

### 為COLOR BAND所創作品
- COLOR 首張全創作專輯
  - 《勇敢飛象》 作曲
  - 《哭出來》 作詞
  - 《大暴走》 作詞/作曲
  - 《證明》 作曲
- 卡樂門 (COLOR MAN)
  - 《黃金衝浪板》 作曲
  - 《青春亂蓋》 作詞

### 為其他藝人所創作品
- 2007年
  - 阿沁 「大暴走」 作曲
- 2008年
  - 邱勝翊「對不起」作詞/作曲
  - 棒棒堂「秘密基地」 作曲
  - 薛凱琪「黑色淚滴」 作曲
- 2009年
  - 棒棒堂「吵鬧的沉默」作曲
- 2013年
  - 白吉勝「付心漢」作曲

## 主持節目
- 在台灣的故事（2008/三立台灣台）

## 参見
- COLOR BAND

## 外部連結
- 官方网站－無名小站
- COLOR的Facebook專頁
- 王維皓的新浪微博
- 王維皓的Plurk專頁（已停用）
- 剛與樂的Facebook專頁（已停用）